# Sliwo pole (gmina)
Sliwo pole (bułg. Община Сливо поле) – gmina w północnej Bułgarii, w obwodzie Ruse.

## Miejscowości
Miejscowości wchodzące w skład gminy Sliwo pole:
- Babowo (bułg.: Бабово),
- Borisowo (bułg.: Борисово),
- Bryszlen (bułg.: Бръшлен),
- Czereszowo (bułg.: Черешово),
- Golamo Wranowo (bułg.: Голямо Враново),
- Judełnik (bułg.: Юделник),
- Koszarna (bułg.: Кошарна),
- Małko Wranowo (bułg.: Малко Враново),
- Rjachowo (bułg.: Ряхово),
- Sliwo pole (bułg.: Сливо поле) − siedziba gminy,
- Stambołowo (bułg.: Стамболово).

## Współpraca
Miejscowość partnerska:
- Bièvre, Belgia